# Sundrun
Die Sundrun (russisch Сундрун) ist ein 314 km langer Zufluss der Ostsibirischen See im Kolyma-Tiefland im Nordosten der Republik Sacha (Jakutien).

## Verlauf
Die Sundrun entspringt im Ostteil des Ulachan-Sis-Rückens, der sich aus dem Kolyma-Tiefland erhebt, dem Ostteil des großflächigen Ostsibirischen Tieflands. Von dessen Nordflanke fließt sie, die Ausläufer des Gebirgsrückens schnell verlassend, überwiegend nordnordostwärts und windungsreich verlaufend durch unbesiedeltes Gebiet des Tieflands. Schließlich mündet sie östlich des Indigirka-Deltas in die Ostsibirische See, einem Teil des Nordpolarmeers.

## Hydrologie und Eisgang
Das Einzugsgebiet der Sundrun ist 4.170 km² groß, und ihr größter Nebenfluss ist die 235 km lange, rechtsseitige Kleine Chomus-Jurjach. Der Fluss ist alljährlich im Schnitt von Anfang Oktober bis Mitte Juni von Eis bedeckt. Wenn dann im Sommer Schnee und Eis schmelzen und der Permafrostboden antaut, gibt es starke Hochwasser.

## Flora und Fauna
Die Landschaft aus Tausenden Seen und zahlreichen Sümpfen wird von vielen Rentieren durchwandert, es gibt dort Nonnenkraniche (auch Sibirischer Kranich genannt), Ringel- und Zwerggänse und Zwergschwäne und die Gewässer sind fischreich.